# Drew Kirk
Andrew "Drew" Kirk es un personaje ficticio de la serie de televisión australiana Neighbours, interpretado por el actor Dan Paris del 27 de marzo de 1998 hasta el 13 de diciembre de 2002. Dan regresó brevemente a la serie el 16 de diciembre de 2005 en una visión de Stephanie Scully.